# Photoscotosia dejeani
Photoscotosia dejeani là một loài bướm đêm trong họ Geometridae.